# دیو ییگر
دیو ییگر (انگلیسی: Dave Joerger؛ ‏ ‎/ˈjeɪɡər/‎ ‏ [YAY-ger]؛ ‏ زادهٔ ۲۱ فوریهٔ ۱۹۷۴) بازیکن بسکتبال اهل ایالات متحده آمریکا است. وی کمک‌مربی تیم فیلادلفیا سونتی‌سیکسرز در اتحادیه ملی بسکتبال است. وی پیش‌تر سرمربی تیم‌های ممفیس گریزلیز (۲۰۱۳ تا ۲۰۱۶) و ساکرامنتو کینگز (۲۰۱۶ تا ۲۰۱۹) بود.
از فیلم‌هایی که وی در آن‌ها نقش داشته است، می‌توان به زرنگ‌بازی اشاره نمود.